# Matilde FitzRoy, duchessa di Bretagna
Matilde FitzRoy, o Maud FitzRoy (... – dopo il 1128), è stata una duchessa inglese.
Era figlia di Enrico I d'Inghilterra e di una delle sue amanti non identificata.
Verso il 1112 sposò l'erede del Ducato di Bretagna, Conan il Grosso, che, secondo il Ex Chronico Briocensi, e come conferma l'arcivescovo, Guglielmo, della città di Tiro, nell'odierno Libano, nel suo Historia rerum in partibus transmarinis gestarum, era il figlio primogenito del duca di Bretagna, conte di Cornovaglia, Conte di Rennes e conte di Nantes, Alano IV Fergent e di Ermengarda d'Angiò;
Matilde, dopo essere divenuta duchessa di Bretagna, nel 1115 circa, controfirmò due documenti del Recueil d'actes inédits des ducs et princes de Bretagne redatti dal marito: il n° LII inerenti ad una donazione all'Abbazia di Mont-Saint-Michel, ed il n° XXXI bis, che confermava un possedimento ai monaci di Saint-Melaine di Rennes. Il matrimonio tra Matilde e Conan non fu dei più felici: infatti, secondo Orderico Vitale, Conan dovette pubblicamente disconoscere Hoel, il suo unico figlio maschio legittimo, mentre per il Ex Chronico Britannico Altero, Conan negò di essere padre di Hoel.
Da Conan Matilde ebbe anche:
- Berta, che andò sposa verso il 1137 ad Alano il Nero, primo conte di Richmond, al quale diede tre figli, e che, dopo la sua morte, sposò Oddone di Porhoët, conte di Porhoët e duca reggente di Bretagna
- Costanza

## Ascendenza
|                             |   |                        | Genitori                |  |  | Nonni |  |  | Bisnonni               |  |  | Trisnonni                |  |
|                             |   |                        |                         |  |  |       |  |  | Roberto I di Normandia |  |  | Riccardo II di Normandia |  |
|                             |   |                        |                         |  |  |       |  |  | Roberto I di Normandia |  |  | Riccardo II di Normandia |  |
|                             |   | Giuditta di Bretagna   |                         |  |  |       |  |  | Roberto I di Normandia |  |  |                          |  |
| Guglielmo I d'Inghilterra   |   |                        |                         |  |  |       |  |  | Roberto I di Normandia |  |  |                          |  |
|                             |   | Herleva                | Fulbert di Falaise      |  |  |       |  |  |                        |  |  |                          |  |
|                             |   | Herleva                | Fulbert di Falaise      |  |  |       |  |  |                        |  |  |                          |  |
|                             |   | Herleva                | Duda                    |  |  |       |  |  |                        |  |  |                          |  |
| Enrico I d'Inghilterra      |   | Herleva                |                         |  |  |       |  |  |                        |  |  |                          |  |
|                             |   | Baldovino V di Fiandra | Baldovino IV di Fiandra |  |  |       |  |  |                        |  |  |                          |  |
|                             |   | Baldovino V di Fiandra | Baldovino IV di Fiandra |  |  |       |  |  |                        |  |  |                          |  |
|                             |   | Baldovino V di Fiandra | Ogiva di Lussemburgo    |  |  |       |  |  |                        |  |  |                          |  |
| Matilde delle Fiandre       |   | Baldovino V di Fiandra |                         |  |  |       |  |  |                        |  |  |                          |  |
|                             |   | Adele di Francia       | Roberto II di Francia   |  |  |       |  |  |                        |  |  |                          |  |
|                             |   | Adele di Francia       | Roberto II di Francia   |  |  |       |  |  |                        |  |  |                          |  |
|                             |   | Adele di Francia       | Costanza d'Arles        |  |  |       |  |  |                        |  |  |                          |  |
| Matilde FitzRoy di Bretagna |   | Adele di Francia       |                         |  |  |       |  |  |                        |  |  |                          |  |
|                             | … | …                      |                         |  |  |       |  |  |                        |  |  |                          |  |
|                             | … | …                      |                         |  |  |       |  |  |                        |  |  |                          |  |
|                             | … | …                      |                         |  |  |       |  |  |                        |  |  |                          |  |
| …                           | … |                        |                         |  |  |       |  |  |                        |  |  |                          |  |
|                             |   | …                      | …                       |  |  |       |  |  |                        |  |  |                          |  |
|                             |   | …                      | …                       |  |  |       |  |  |                        |  |  |                          |  |
|                             |   | …                      | …                       |  |  |       |  |  |                        |  |  |                          |  |
| ?                           |   | …                      |                         |  |  |       |  |  |                        |  |  |                          |  |
|                             |   | …                      | …                       |  |  |       |  |  |                        |  |  |                          |  |
|                             |   | …                      | …                       |  |  |       |  |  |                        |  |  |                          |  |
|                             |   | …                      | …                       |  |  |       |  |  |                        |  |  |                          |  |
| …                           |   | …                      |                         |  |  |       |  |  |                        |  |  |                          |  |
|                             |   | …                      | …                       |  |  |       |  |  |                        |  |  |                          |  |
|                             |   | …                      | …                       |  |  |       |  |  |                        |  |  |                          |  |
|                             |   | …                      | …                       |  |  |       |  |  |                        |  |  |                          |  |
|                             |   | …                      |                         |  |  |       |  |  |                        |  |  |                          |  |